# Mutemuia
Mutemuia foi uma rainha egípcia, esposa do rei Tutemés IV e mãe de Amenófis III.
Não se sabe muito sobre as origens desta rainha. Durante algum tempo os investigadores consideraram-na uma princesa de Mitani, filha do rei Artatama I, que teria sido dada em casamento a Tutemés IV, mas hoje em dia não há tantas certezas em torno desta identificação.
Os faraós poderiam ter várias mulheres, mas apenas uma ocupava o cargo de esposa principal (ou grande esposa real). Não era esta a situação de Mutemuia, que se sabe ter sido uma esposa secundária. 
Quando o seu filho se tornou rei, a rainha adquiriu outra posição que se confirma pelas inscrições nos seus monumentos, nos quais é chamada "grande esposa real", "mãe de rei" e "mãe do deus" (sendo o deus o seu filho). Por vezes sugere-se uma regência de Mutemuia durante a menoridade do filho (que teria entre os seis e os doze anos quando se tornou rei), mas não há provas conclusivas que sustentem esta teoria. 
Nos relevos do templo de Luxor encontra-se representado o nascimento divino de Amenófis III. De acordo com a representação, o deus Amon-Ré, assumindo a forma de Tutemés IV, visita a rainha nos seus aposentos. Após revelar a sua verdadeira identidade, o deus e a rainha concebem o futuro rei. 
Não se sabe quando faleceu esta rainha. Contudo, dado surgir representada nos Colossos de Memnon, é provável que tenha vivido até à última década do reinado do filho.